# Bryum diaphanum
Bryum diaphanum är en bladmossart som beskrevs av C. Müller 1897. Bryum diaphanum ingår i släktet bryummossor, och familjen Bryaceae. Inga underarter finns listade i Catalogue of Life.